# Pyrrhura lucianii
La cotorra de Bonaparte o perico de Bonaparte (Pyrrhura lucianii), también conocido como perico de Deville, o, en la avicultura, el ñángaro de Deville, es una especie de loro de la familia Psittacidae. Se limita al estado brasileño de Amazonas, al sur del río Solimões.

## Descripción
Esta ave es de unos 22 cm de longitud y tiene un peso total de 60 g.

## Hábitat
Esta ave habita en ambientes selváticos.